# Adam Green
Adam Green (Mount Kisco, Nova York, 28 de maig de 1981) és un cantautor, artista i cineasta dels Estats Units conegut per la seva relació amb el moviment Anti-folk i com a exintegrant del duet The Moldy Peaches. Green ha tingut èxit amb la seua carrera en solitari, tenint una popularitat creixent als Estats Units així com una sèrie de països europeus, en particular a Alemanya.

## Discografia

### Discs
- Garfield (22 d'octubre del 2002)
- Friends of Mine (22 de juliol del 2003)
- Gemstones (22 de febrer del 2005)
- Jacket Full of Danger (24 d'abril del 2006)
- Sixes & Sevens (7 de març del 2008)
- Minor Love (8 de gener del 2010)
- MusiK for a Play (11 de maig del 2010)
- Adam Green & Binki Shapiro (29 de gener del 2013)
- Aladdin (29 d'abril del 2016)[1]
- Engine of Paradise (6 de setembre del 2019)[2]

### Singles
- "Baby's Gonna Die Tonight" (2002)
- "Dance With Me" (2002)
- "Jessica" (2003)
- "Friends Of Mine" (2004)
- "Emily" (2005)
- "Carolina" (2005)
- "Nat King Cole" (2006)
- "Novotel" (Promo 2006)
- "Morning After Midnight" (2008)
- "Twee Twee Dee" (2008)
- "What Makes Him Act so Bad" (2009)
- "Buddy Bradley" (2010)
- "Superstar Blues" (2016)
- "Buddy Bradley" (2016)
- "Freeze My Love" (2019)
- "Cheating on a Stranger" (2019)
- All Hell Breaks Loose (2020)